# Katarzyna Myćka
Katarzyna Myćka (ur. 27 października 1972 w Leningradzie) – polska marimbafonistka i nauczycielka akademicka, zaliczana do wirtuozów marimby.
Katarzyna Myćka wychowała się w Gdańsku. Tu ukończyła studia w Akademii Muzycznej, przy czym w okresie studiów pobierała naukę również w Stuttgarcie i Salzburgu.
Zamieszkała w Stuttgarcie.
W ramach konkursów i festiwali oraz współpracy z filharmoniami i orkiestrami występowała m.in. w Niemczech, Polsce, Luksemburgu, Japonii, Austrii, Stanach Zjednoczonych, Kolumbii, Chinach i na Słowacji.
Od 2006 do 2009 roku wykładała na Akademii Muzycznej w Poznaniu. W 2018 uzyskała stopień doktora habilitowanego, po czym podjęła zatrudnienie jako profesor Akademii Muzycznej w Gdańsku.
Ukazało się siedem płyt Katarzyny Myćki.